# Кайр-Гвендолеу
Кайр-Гвендолеу — кельтська держава на території сучасної Великої Британії, що утворилася на початку VI століття. Тривалий час боролася проти королівств Берніція та Стратклайд. Зрештою близько 630 підкорено Стратклайдом.

## Історія
Ця держава утворилося близько 505 року в результаті розділу володінь після смерті Ейніона, короля Ебраука. Свою назву отримало за іменем другого короля Гвендолеу. З самого початку стикнулася у протистоянні з королівством англів берніцією.
У 573 році в битві при Арвдеріді з Глуссою, королем Берніції, війська королівства зазнали поразки, а Гвендолеу загинув. Після цього його королівство опинилося під впливом королівства Регед. Після занепаду у 613 році Південного Регеду послабло Кайра-Гвендолеу, яке було захоплено королівством Стратклайд.

## Королі
- Кейдіо ап Ейніон, 505—550 роки
- Гвендолеу ап Кейдіо, 550—573 роки
- Ллеу ап Кінварх, 573—616 роки
- Араун ап Кінварх, 573—630 роки

## Географія
Розташовувалося на півночі Солвей-Ферт, в районі сучасного міста Нетербі.